# 新开河站
新开河站是天津地铁6号线的地铁站，位于中华人民共和国天津市河北区五马路与吕纬路交叉口北侧，于2016年12月31日开通。

## 车站结构

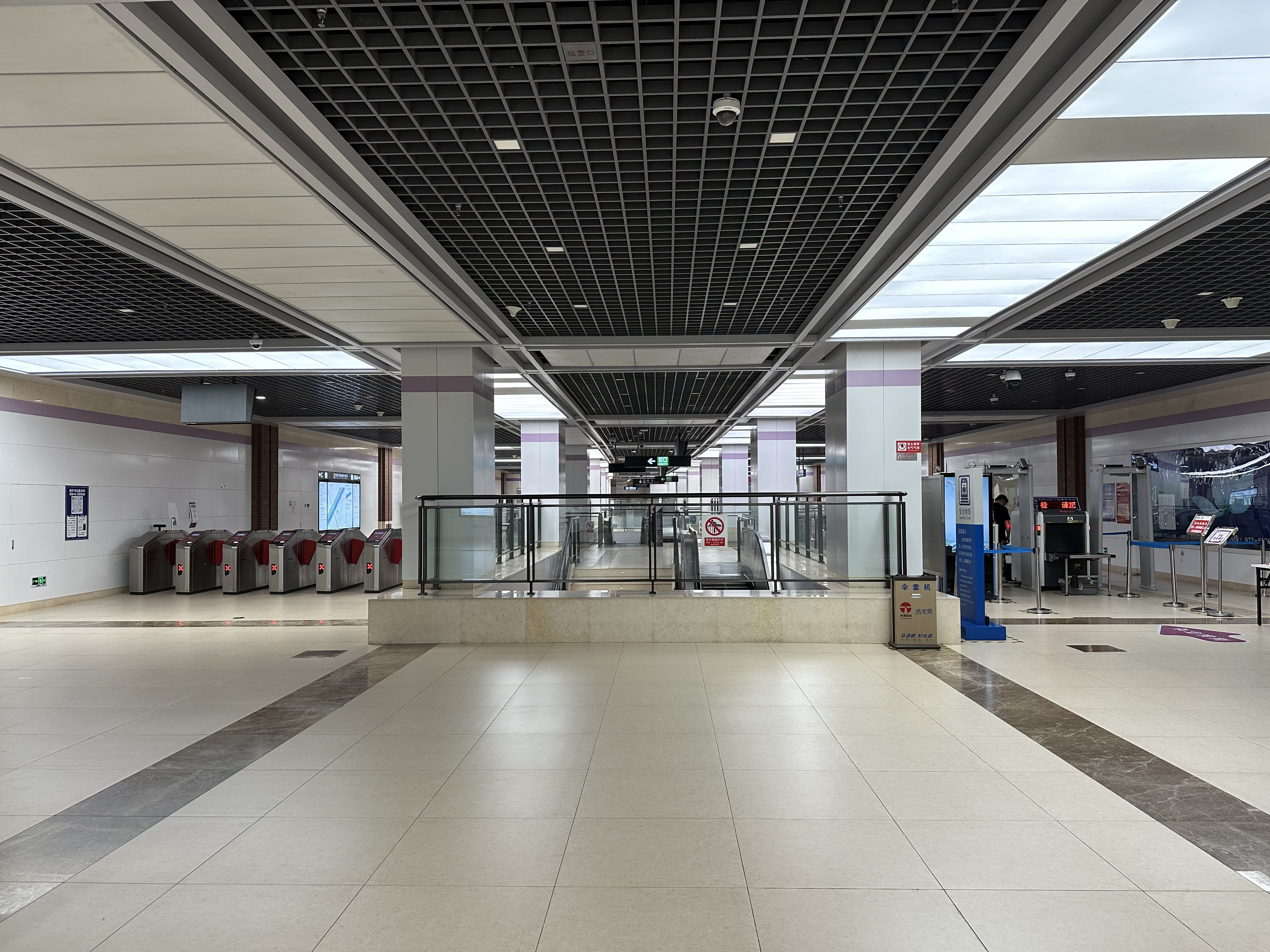
站厅

新开河站位于五马路与吕纬路交叉口北侧，大致垂直于五马路设置，呈东西走向，为地下三层岛式站台车站，车站长224.7米，标准段宽22.4米，车站地下一层为站厅层，地下二层为设备层，地下三层为站台层，站台设置全高站台门。
| 地面              | 出入口 | A、B、C2、C3出入口                                                                                        |
| 地下一层          | 站厅   | 客服中心、自动售票机、验票机                                                                              |
| 地下二层          | 设备   | 车站设备                                                                                                  |
| 地下三层          | 站台   | \| \| \| █ 6号线往渌水道（外院附中） \| \| 島式 · 開左邊车门 \| \| \| \| \| \| █ 6号线往南孙庄（北站） \| |
|                   |        | █ 6号线往渌水道（外院附中）                                                                               |
| 島式 · 開左邊车门 |        | |
|                   |        | █ 6号线往南孙庄（北站）                                                                                   |

## 车站出口
新开河站目前开放4个出入口，各出口及周围设施如下所示：
|                                      |      |                |                |
| 出口编号                             | 照片 | 地点           | 可到达目的地   |
| 出口 · A                             |      | 五马路         | 新开河万达广场 |
| 出口 · B · 升降机标志 · 扶手电梯标志 |      | 五马路         | 天津诺德中心   |
| 出口 · C · 2 · 扶手电梯标志          |      | 五马路         | 新开河万达广场 |
| 出口 · C · 3 · 扶手电梯标志          |      | 新开河万达广场 |                |
| 註： 設有 \| 設有扶手電梯            |      |                |                |

## 接驳交通
| 公共汽车线路 \| 编号 \| 编号 \| 线路 \| 线路 \| 线路 \| 收费 \| 运营商 \| 备注 \| \| ---- \| ---- \| ------ \| ---- \| ------ \| ---- \| ---------- \| ---- \| \| \| 331 \| 宿纬路 \| ↺ \| 金钢桥 \| 2元 \| 公交一公司 \| \| |      |        |      |        |      |            |      |
| 编号 | 编号 | 线路   | 线路 | 线路   | 收费 | 运营商     | 备注 |
| | 331  | 宿纬路 | ↺    | 金钢桥 | 2元  | 公交一公司 |      |

| 编号 | 编号 | 线路   | 线路 | 线路   | 收费 | 运营商     | 备注 |
| ---- | ---- | ------ | ---- | ------ | ---- | ---------- | ---- |
|      | 331  | 宿纬路 | ↺    | 金钢桥 | 2元  | 公交一公司 |      |

## 车站历史
本站工程名与正式站名均为新开河站，以车站北侧的新开河命名。
- 2016年12月31日，车站随6号线一期北段通车开通[1]。
- 2021年3月20日，车站C1、C3出入口开通，原C出入口更名为C2出入口[4]。